# Easton (New Hampshire)
Easton – miasto w Stanach Zjednoczonych, w stanie New Hampshire, w hrabstwie Grafton.